# Dufourea punica
Dufourea punica är en biart som beskrevs av Ebmer 1976. Dufourea punica ingår i släktet solbin, och familjen vägbin. Inga underarter finns listade i Catalogue of Life.